# Miss Venezuela 1970
El Miss Venezuela 1970 fue la decimoséptima (17.º) edición del certamen Miss Venezuela, celebrado en Caracas, Venezuela, el 1 de julio de 1970. La ganadora del concurso fue Bella La Rosa, representante del Estado Carabobo, quien participó allí por casualidad ya que su hermana gemela Linda La Rosa lo abandonó.
El concurso fue transmitido por RCTV desde el Teatro Nacional de Caracas, Venezuela. Al terminar la noche final de la competencia, la Miss Venezuela saliente, Marzia Piazza Suprani, coronó a Bella La Rosa de Carabobo como Miss Venezuela 1970.

## Ganadoras
| Resultado Final                          | Candidata                            |
| ---------------------------------------- | ------------------------------------ |
| Miss Venezuela 1970                      | - Carabobo — Bella La Rosa           |
| Primera Finalista (A Miss Mundo 1970)    | - Miranda — Tomasita de las Casas    |
| Segunda Finalista (A Miss Internacional) | - Monagas — Sonia Ledezma            |
| Tercera Finalista                        | - Departamento Vargas — Peggy Romero |
| Cuarta Finalista                         | - Nueva Esparta — Marisela Berti     |

### Premios Especiales
| Premio          | Candidata Ganadora                   |
| --------------- | ------------------------------------ |
| Miss Amistad    | - Guárico — Reyna Noguera            |
| Mejor Sonrisa   | - Departamento Vargas — Peggy Romero |
| Miss Fotogénica | - Aragua — Marlene Agreda            |
| Miss Cortesía   | - Bolívar — Maigualida Leandro       |

## Concursantes
| - Miss Anzoátegui — Rebeca Bendayán - Miss Apure — Ingrid Gil Montero - Miss Aragua — Marlene Agreda - Miss Barinas — Yoli Coromoto Tecca Castillo - Miss Bolívar — Maigualida Leandro Martínez - Miss Carabobo — Bella Teresa de Jesús La Rosa De La Rosa - Miss Departamento Vargas — Peggy Romero Brito - Miss Distrito Federal — María Antonieta Aponte | - Miss Guárico — Reyna Margarita Noguera Coimán - Miss Mérida — Silvia Steiklauber - Miss Miranda — Tomasa Nina Josefina "Tomasita" de las Casas Mata - Miss Monagas — Sonia Ledezma Corvo - Miss Nueva Esparta — Marisela Maritza Berti Díaz - Miss Sucre — Ninin Ohep Carrillo - Miss Táchira — Morella Chacón - Miss Zulia — Ada Alcira Urdaneta Nava |

## Participación en concursos internacionales
- Bella La Rosa clasificó al Top 15 de las semifinalistas del Miss Universo 1970 celebrado en Miami, Estados Unidos.
- Tomasita de las Casas viajó a Londres, Inglaterra para competir en el Miss Mundo 1970. No logró clasificar.
- Sonia Ledezma fue al Miss Internacional 1971 celebrado en Long Beach, Estados Unidos. No logró clasificar.
- Peggy Romero quedó como 2.ª Finalista en el Reinado Panamericano 1971 en Cali, Colombia.
- Reyna Noguera fue al concurso Miss Turismo Centroamericano y del Caribe 1970 en Santo Domingo, República Dominicana, quedó como 2.ª Finalista. Luego estuvo en el Maja Internacional 1974 en Zaragoza, España, pero no logró clasificar.

## Eventos posteriores
- Durante muchos años se dijo que Bella La Rosa (Carabobo) se inscribió en el concurso para sustituir a su hermana gemela Linda La Rosa -quien originalmente representaba al estado Aragua- tras caerse de un caballo y fracturarse un tobillo.[3] Sin embargo, en una entrevista concedida al programa Detrás de las cámaras de Televen en 2013, ellas desmintieron dicha historia ya que, en realidad, Bella decidió concursar para desafiar al padre de ambas debido a que él no aceptaba que Linda participara y ésta (tras las amenazas de su progenitor) se retiró.
- Reyna Noguera (Guárico) se convirtió en conocida locutora. Su hija Fabiola Borges Noguera fue Miss Sucre 2000.
- Marisela Berti (Nueva Esparta) se convirtió en una prominente modelo y, seguidamente, se erigió como una de las actrices venezolanas más importantes de la pantalla chica de ese país, destacándose en el rol de villana. Estuvo casada con el cantante puertorriqueño Chucho Avellanet (de quien se divorciaría años más tarde) y, luego, con el cineasta mexicano Mauricio Walerstein (de quien enviudaría en 2016).
- Peggy Romero (Departamento Vargas), además de ser la primera candidata de piel morena que participó en el certamen, se destacó como una cotizada modelo y profesora de modelaje. Además realizó una participación especial en la película Le Sauvage (1975), interpretando a una acompañante ocasional de Martín (Yves Montand), cuando éste conoce a Nelly (Catherine Deneuve) en un hotel en Caracas.